# Setge de Tortosa (1642)
El setge de Tortosa de 1642 fou un dels episodis de la Guerra dels Segadors.

## Antecedents
La primavera del 1640, Francesc de Tamarit fou empresonat acusat de no facilitar les lleves i els allotjaments. Camperols revoltats van entrar a Barcelona el 22 de maig i el posaren en llibertat. El 7 de juny del mateix any, en el Corpus de Sang, grups de segadors entren de nou a la ciutat i fou assassinat el virrei de Catalunya Dalmau III de Queralt.
El setembre, l'exèrcit de Felip IV d'Espanya va ocupar Tortosa amb l'aliança senyorial catalana i del bisbe de la ciutat, que, com la totalitat dels bisbes que ocupaven les seus catalanes, era políticament reialista. L'ocupació fou seguida d'una duríssima repressió contra el poble revoltat. El 17 de gener de 1641, davant l'alarmant penetració de l'exèrcit castellà, Pau Claris al capdavant de la Generalitat de Catalunya, proclamà la República Catalana, amb l'adhesió de la burgesia urbana descontenta per la pressió fiscal, acordant una aliança politicomilitar amb França. Per obtenir l'ajuda, es posava Catalunya sota l'obediència de Lluís XIII de França. Pocs dies després, amb l'ajuda de l'exèrcit francès, la Generalitat obtingué una important victòria militar en la batalla de Montjuïc (26 de gener del 1641). Poc més tard moria Pau Claris, i la difícil situació local i internacional, dugué a la Generalitat a proclamar comte de Barcelona i sobirà de Catalunya al rei Lluís XIII.
Les tropes franceses i catalanes van intentar consolidar el domini sobre les terres de ponent i el sud de Catalunya assetjant Tarragona, atacant Montsó, defensant Lleida i finalment va intentant recuperar Tortosa.

## El setge
El mes d'abril sortí de Valls l'exèrcit francès amb 6000 homes i 2000 cavalls. Entre les tropes hi havia el regiment d'infanteria de Navailles i el de cavalleria de Terrail.
Com a pas previ per la conquesta de Tortosa, Philippe de La Motte Houdancourt va conquerir Ulldecona, un nus de comunicacions entre Tortosa i el nord del Regne de València, per tallar les línies de subministrament de la ciutat.
Les tropes franceses obriren bretxa a la muralla per on atacaren fins a 700 homes dels regiments francesos. L'atac fou rebutjat per les tropes castellanes auxiliades per la milícia de Tortosa i diverses companyies de religiosos. Les descàrregues de metralla dels dos únics canons de la guarnició foren decisives. La victòria fou atribuïda a la intercessió de la Verge de la Cinta.
El 3 de maig de 1642, després d'un mes de setge, les tropes francocatalanes es van retirar sense conquerir la ciutat en vista del fracàs del bombardeig i l'assalt del dia anterior, el general de La Motte aixecà el setge i se'n tornà pel Coll de l'Alba.